# Albrecht Aschoff
Albrecht Aschoff (* 11. April 1899 in Berlin; † 11. August 1972 in Bad Neuenahr-Ahrweiler) war ein deutscher Politiker (FDP).

## Leben
Aschoff wurde als Sohn des Sanitätsrates Albert Aschoff geboren und besuchte das Humanistische Gymnasium in Berlin. Zwischen 1916 und 1918 war er Soldat im Ersten Weltkrieg. Anschließend studierte er von 1920 bis 1923 an der Friedrich-Wilhelms-Universität zu Berlin, an der Rheinischen Friedrich-Wilhelms-Universität in Bonn und an der Universität Rostock Jura. 1920 wurde er Mitglied der Burschenschaft Alemannia Bonn.
Von 1927 bis 1932 arbeitete er als Rechtsanwalt in Berlin, trat 1934 in die Reichswehr ein und wurde im Zweiten Weltkrieg als Oberst Führer der 16. Panzerdivision. 1945 kam er in sowjetische Kriegsgefangenschaft und kehrte erst 1955 zurück nach Deutschland. Er ließ sich dann als Anwalt in Essen nieder.
Nachdem er schon zwischen 1919 und 1932 Mitglied der DVP war und zum 1. Mai 1933 der NSDAP beitrat (Mitgliedsnummer 2.849.058), schloss er sich 1956 der FDP an. 1959 war er bereits Vorsitzender des Bezirksverbandes Ruhr und des Landesverbandes Rheinland. Zwischen 1960 und 1962 war er Ratsmitglied in Essen, legte dieses Amt aber zugunsten seines Bundestagsmandates nieder. Vom 17. Oktober 1961 bis zum 17. Oktober 1965 (eine Wahlperiode) war er Mitglied des Deutschen Bundestages. Er wurde über die FDP-Landesliste in Nordrhein-Westfalen gewählt. Von 1961 bis 1963 war er Delegierter des Bundestages im Europäischen Parlament. Zudem war er seit dem 9. Januar 1963 Vorsitzender des Wirtschaftsausschusses des Bundestages.
Aschoff gehörte von 1971 bis 1972 dem Beirat der Friedrich-Naumann-Stiftung an.

## Auszeichnungen
- 1971 Großes Bundesverdienstkreuz